# Nước dùng

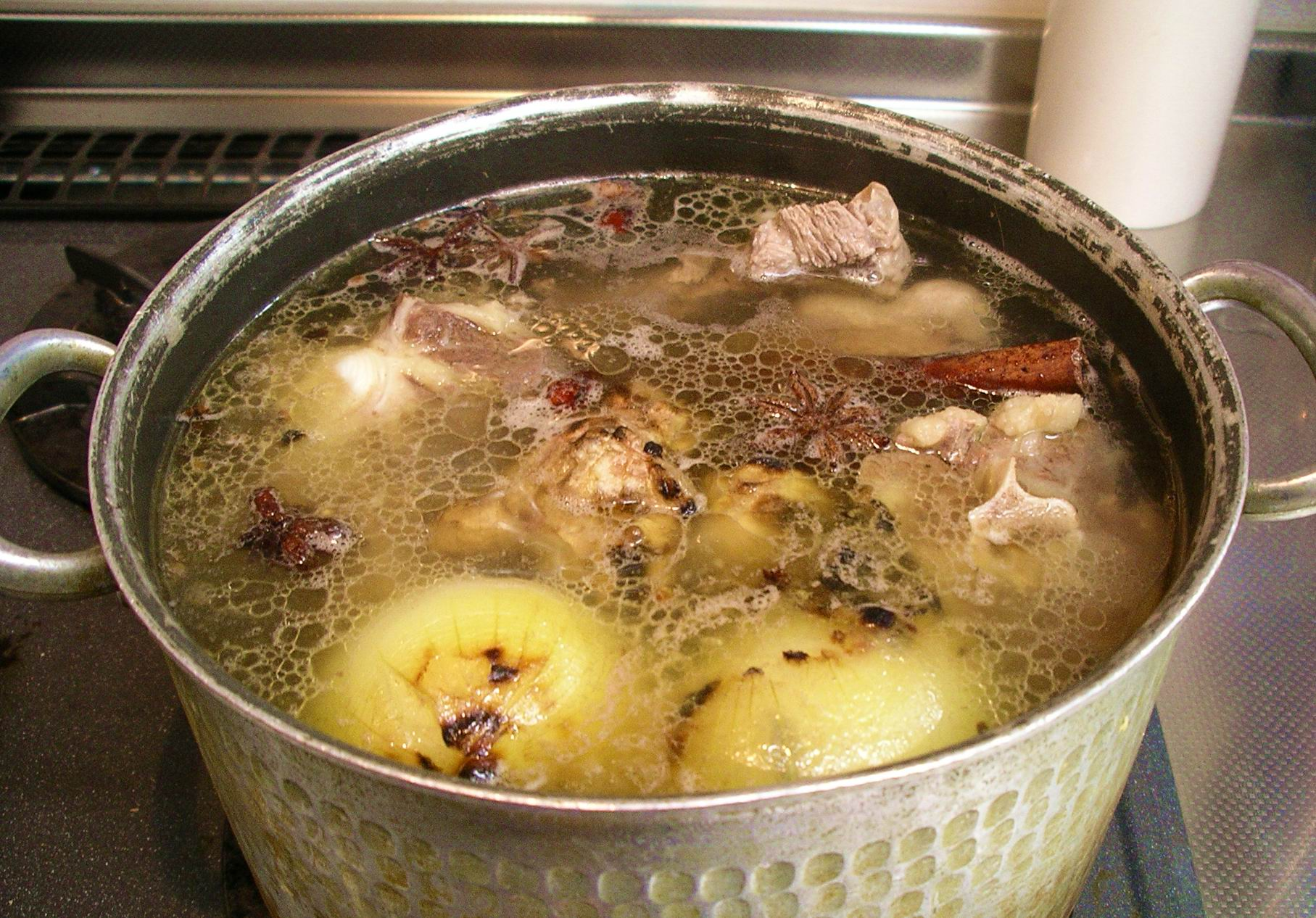
Làm nước dùng phở bò trong nồi trên bếp

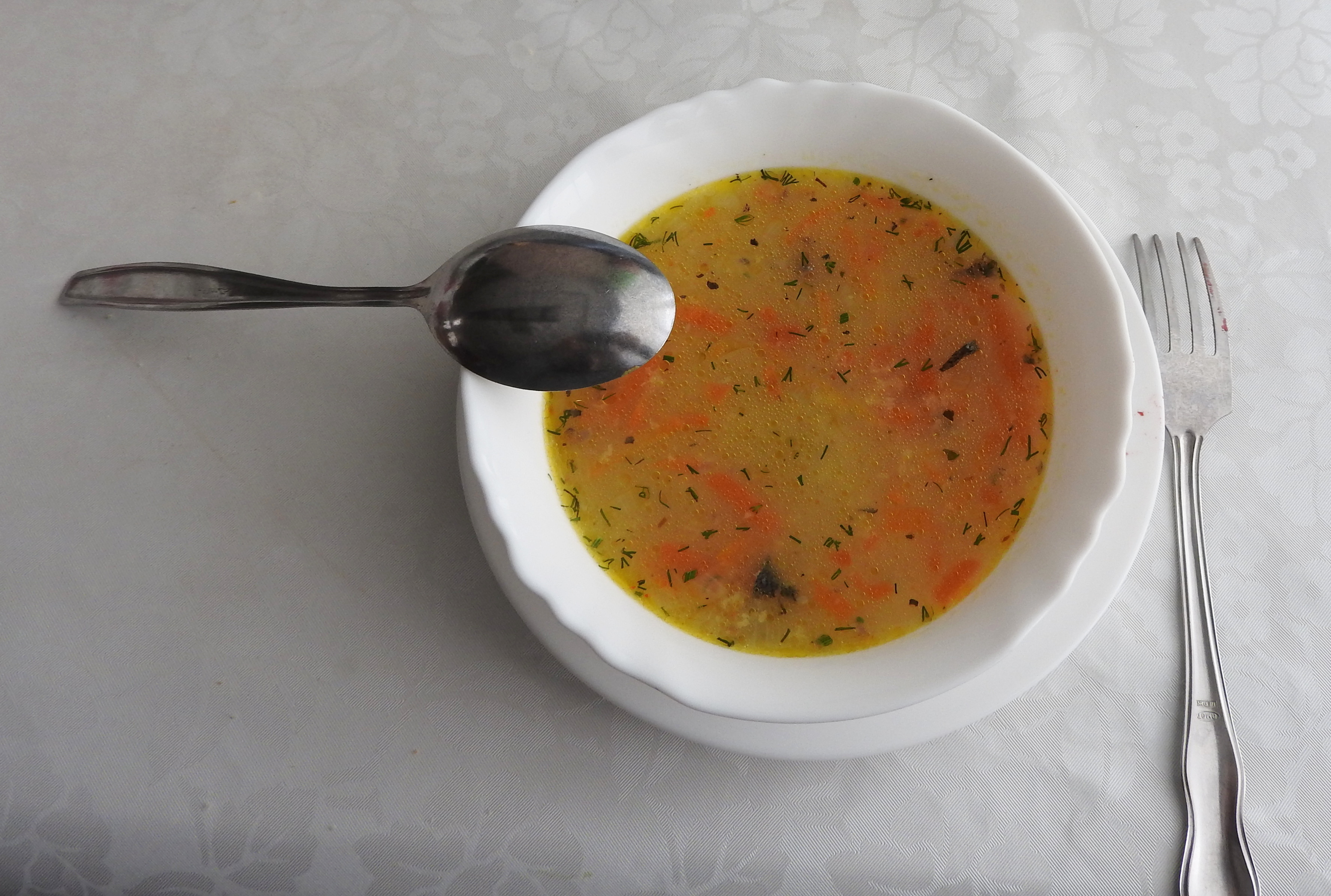
Một tô nước dùng trong món súp Ukha

Nước dùng hay còn được gọi là nước xuýt, nước lèo hay canh, là một chất lỏng nấu ăn ngon tạo thành nền tảng của nhiều món ăn, đặc biệt là súp, món hầm và nước sốt. Làm nước dùng bao gồm hầm thịt hoặc xương động vật, hải sản, rau hoặc rượu trong nước, thường trong một thời gian dài. Mirepoix hoặc các chất thơm khác có thể được thêm vào để có thêm hương vị.

## Chuẩn bị
Theo truyền thống, nước dùng được làm bằng xương động vật được đun sôi trong nồi nấu để chiết xuất hương vị và chất dinh dưỡng. Xương có thể có hoặc không có thịt vẫn còn trên chúng. Xương nướng được sử dụng để thêm một màu đậm hơn và hương vị caramel. Lòng trắng trứng có thể được thêm vào trong quá trình đun sôi khi cần làm rõ (nghĩa là làm sạch hoặc tinh chế nước dùng để trình bày sạch hơn). Lòng trắng trứng sẽ đông lại, giữ cặn và độ đục thành một khối dễ căng thẳng. Không cho phép chuẩn bị ban đầu để đun sôi sẽ làm tăng sự rõ ràng.
Theo truyền thống, nước dùng được thực hiện bằng cách đun sôi các thành phần khác nhau trong nước. Một cách tiếp cận mới hơn là sử dụng nồi áp suất. Các thành phần có thể bao gồm một số hoặc tất cả những điều sau đây:
- Xương: Xương bò và xương gà được sử dụng phổ biến nhất; cá cũng là phổ biến. Hương vị của nước cốt đến từ tủy xương, sụn và các mô liên kết khác. Mô liên kết có chứa collagen, được chuyển thành gelatin làm đặc chất lỏng. Nước cốt làm từ xương cần phải được đun sôi trong thời gian dài; phương pháp nấu áp lực rút ngắn thời gian cần thiết để trích xuất hương vị từ xương.
- Thịt: Thịt nấu chín vẫn còn dính vào xương cũng được sử dụng như một thành phần, đặc biệt là với thịt gà. Cắt thịt với một lượng lớn mô liên kết, chẳng hạn như cắt vai, cũng được sử dụng.
- Mirepoix: Mirepoix là sự kết hợp của hành tây, cà rốt, cần tây và đôi khi các loại rau khác được thêm vào để tăng hương vị cho món kho. Đôi khi, các phần ít mong muốn của các loại rau có thể không được ăn (như vỏ cà rốt và lõi cần tây và lá) được sử dụng, vì các chất rắn được loại bỏ khỏi kho.
- Các loại thảo mộc và gia vị: Các loại thảo mộc và gia vị được sử dụng phụ thuộc vào tính sẵn có và truyền thống địa phương. Trong ẩm thực cổ điển, việc sử dụng một bó hoa garni (hoặc túi thảo mộc) bao gồm rau mùi tây, lá nguyệt quế, một nhánh húng tây, và có thể các loại thảo mộc khác, là phổ biến. Điều này thường được đặt trong một gói để làm cho nó dễ dàng hơn để loại bỏ một khi kho được nấu chín.

## Các loại

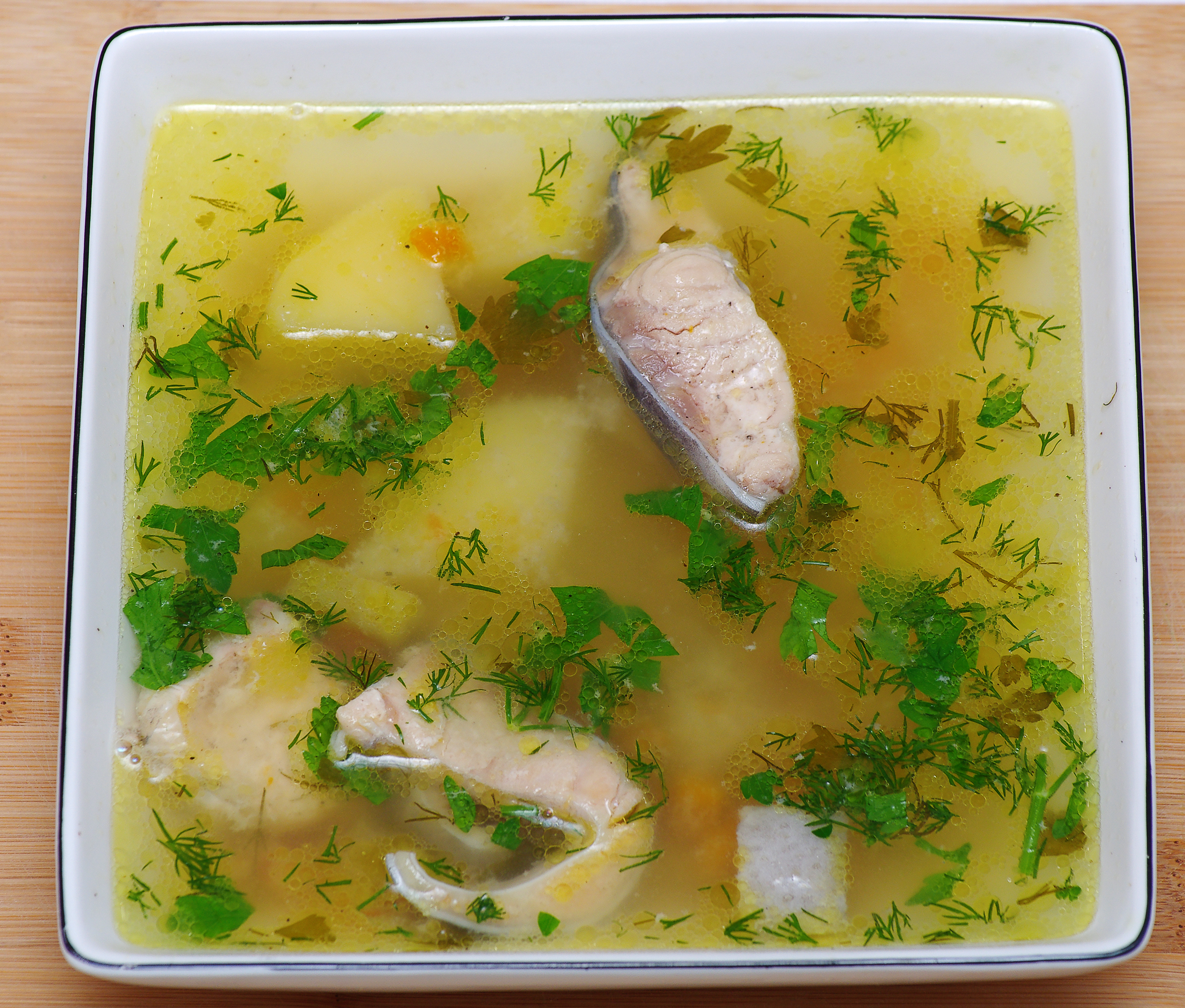
Một món canh cá

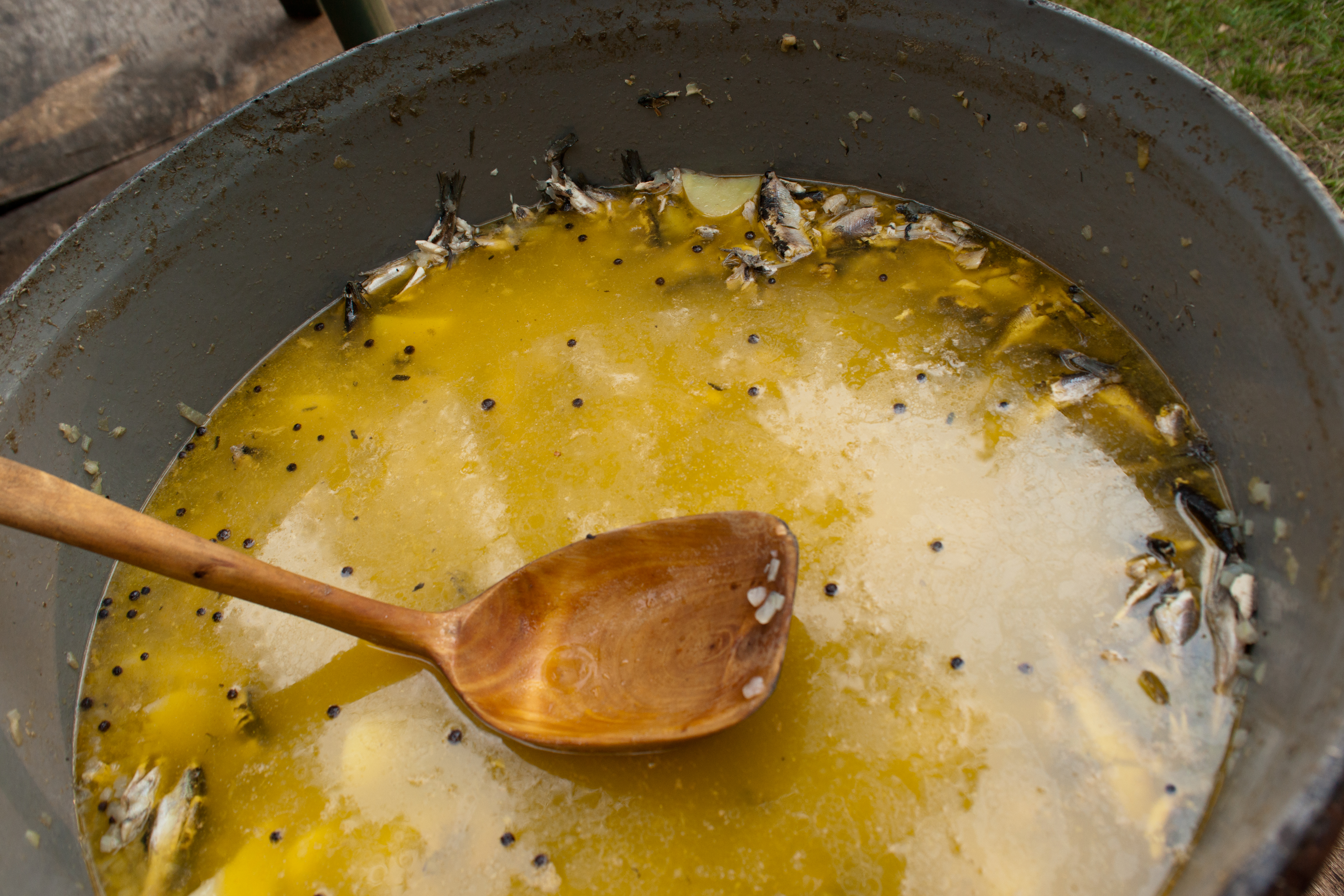
Một nồi nước dùng truyền thống

Nước dùng cơ bản thường được đặt tên cho loại thịt chính. Một sự khác biệt thường được thực hiện giữa fond blanc, hoặc nước dùng trắng, được tạo ra bằng cách sử dụng xương sống và mirepoix, và brun brond, hoặc nước dùng nâu, có màu của nó bằng cách rang xương và mirepoix trước khi đun sôi; xương cũng có thể được phủ trong bột cà chua trước khi rang. Thịt gà được sử dụng phổ biến nhất cho fond blanc, trong khi thịt bò hoặc thịt bê được sử dụng phổ biến nhất trong fond brun. Các loại khác bao gồm:
- Dashi là nước dùng cá trong nấu ăn Nhật Bản được làm bằng cách nấu nhanh những miếng cá gọi là katsuobushi với tảo bẹ trong nước gần như sôi.
- Glace viande là một loại nước cốt, thường được làm từ thịt bê, được cô đặc cao bằng cách giảm.
- Nước dùng thịt nguội, phổ biến trong nấu ăn Cajun, được làm từ thịt giăm bông.
- Nước dùng Master là một loại nước dùng của Trung Quốc được sử dụng chủ yếu cho các loại thịt săn trộm, có hương vị với nước tương, đường, gừng, tỏi và các chất thơm khác.
- Nước dùng tôm được làm từ vỏ tôm đang sôi. Nó được sử dụng trong các món ăn Đông Nam Á như laksa.
- Remouillage là một  thứ hai được làm từ cùng một bộ xương.

## Phân biệt
Rất nhiều đầu bếp và nhà ẩm thực dùng khái niệm nước dùng và nước cốt hoán đổi cho nhau. Vào năm 1974, James Beard viết rằng nước dùng, nước cốt và bouillon "tất cả là những thứ giống nhau". Trong khi có rất nhiều người chỉ ra điểm khác biệt giữa nước dùng và nước cốt, chi tiết của những điểm khác biệt thường khác nhau. Một khả năng là nước cốt được làm chính từ xương động vật, khác với thịt, và vì thế chứa nhiều gelatin, làm cho chúng đặc hơn. Một điểm khác biệt khác thường được nhắc đến là nước cốt được nấu lâu hơn nước dùng và vì thế có vị đậm hơn.  Một điểm khác biệt thứ ba là nước cốt được để lại chưa nêm gia vị để dùng trong nhiều công thức và nước dùng được nêm gia vị và có thể ăn không.
Tại Anh, "nước dùng" nghĩa là chất lỏng trong canh súp gồm các miếng thịt, cá, hay rau củ cứng, còn "nước cốt" nghĩa là nước chính để làm canh súp. Theo nghĩa này, truyền thống, nước cốt chứa một dạng thịt hay cá nào đấy; Tuy nhiên, hiện nay chấp nhận được để chỉ nước luộc rau củ là một loại nước cốt. Tại Việt Nam, đa số người dân đều nói rằng nước dùng được làm trực tiếp từ xương và nước dùng là nước dùng pha thêm những thứ khác.